# Silvia Trummer
Silvia Trummer (* 1940) ist eine Schweizer Schriftstellerin und Lyrikerin.

## Werdegang
Sie kam in Seengen im Kanton Aargau als Silvia Suter zur Welt und wuchs auch dort auf. Sie arbeitete als Primarschullehrerin in Lengnau im Surbtal. Heute lebt sie  seit langem in Baden, bis 2022 zusammen mit ihrem langjährigen Lebensgefährten, dem Gewerkschafter Franz Trummer.
Trummer schreibt seit 1979 Lyrik und Prosawerke. Sie realisierte in der Schweiz und in Deutschland Werkausstellungen gemeinsam mit der Textilkünstlerin Christel Müller und war an der Tagung vom 14. November 1992 des Netzwerks Schreibender Frauen beteiligt. Vom Aargauer Kuratorium erhielt sie zur Anerkennung Werkbeiträge. Ihre Bücher erschienen zuerst im Eigenverlag in Lengnau und später unter anderem im Verlag Edition Roter Faden in Lengnau und im Wolfbach Verlag.

## Werke
- Nachgetragenes. Gedichte 1988–2005. Wolfbach Verlag, Zürich 2016. ISBN 978-3-905910-84-1
- Vierhändig. Ein Mosaik. Wolfbach Verlag, Zürich 2014.
- Tochterjahre. Aufzeichnungen Nimrod-Literaturverlag. Zürich 2002. ISBN 3-907139-97-6
- Grenzgänge. Erzählungen. Verlag eFeF. Bern 2010. ISBN 978-3-905561-82-1
- Ortszeiten. Gedichte. Notizen zu Lyrik. Verlag Arsmedia. Aufzeichnung der Lenzburger Lyrik-Lesung vom 7. Mai 1998. CD. Schöftland 1999. ISBN 3-909188-04-4
- Ortszeiten. Momentaufnahmen. Rauhreif Verlag. Zürich 2005. ISBN 3-907764-62-5
- Grenzminiaturen. In: Aargau – eine Grenzerfahrung. Schöftland 2003, S. 43–51.
- Mondnetze. Sammlung in zwölf Monaten. Lengnau 1991.
- Vom verlassenen Garten. Gedichte. Lengnau 1992.
- Wegzeichen. Gedichte. Lengnau 1990.
- Spiel mit den Knöpfen. Gedichte. Baden 1995.
- Zeit haben. In: Heimatkunde aus dem Seetal. Seengen 74 (2001), S. 39–46.
- Vom verlassenen Garten. Gedichte. 1992.
- Tuchfühlung. Ausstellungsbeitrag. 2018.
- Frühe Bilder. Verlag Edition Roter Faden. Lengnau 1996. ISBN 3-9520985-2-3
- Der Befund. In: Badener Neujahrsblätter. Baden 75 (2000), S. 80–84.
- Schulsaga. Geschichten und Gedichte. Verlag Edition Roter Faden. Lengnau 1998. ISBN 3-9520985-3-1